# 天津地铁DKZ7型电动车组
天津地铁DKZ7/19型电动车组，是由长春轨道客车负责生产，并运营在天津地铁9号线的两种列车。

## 简介
DKZ7型于2003年随9号线首通段开通而投入使用，自编号为 BMT101~129；DKZ19型于2012年随9号线全线贯通而投入使用，自编号为 BMT130~138。两种列车配属于胡家园车辆段和新立停车场，最高定员800人。列车客室车门为内嵌式门，每节车厢3对车门，车体两侧各有一条红色的饰带；列车出厂时座位为横排座，目前已全部改为纵向对排座椅。

## 列车当前配置

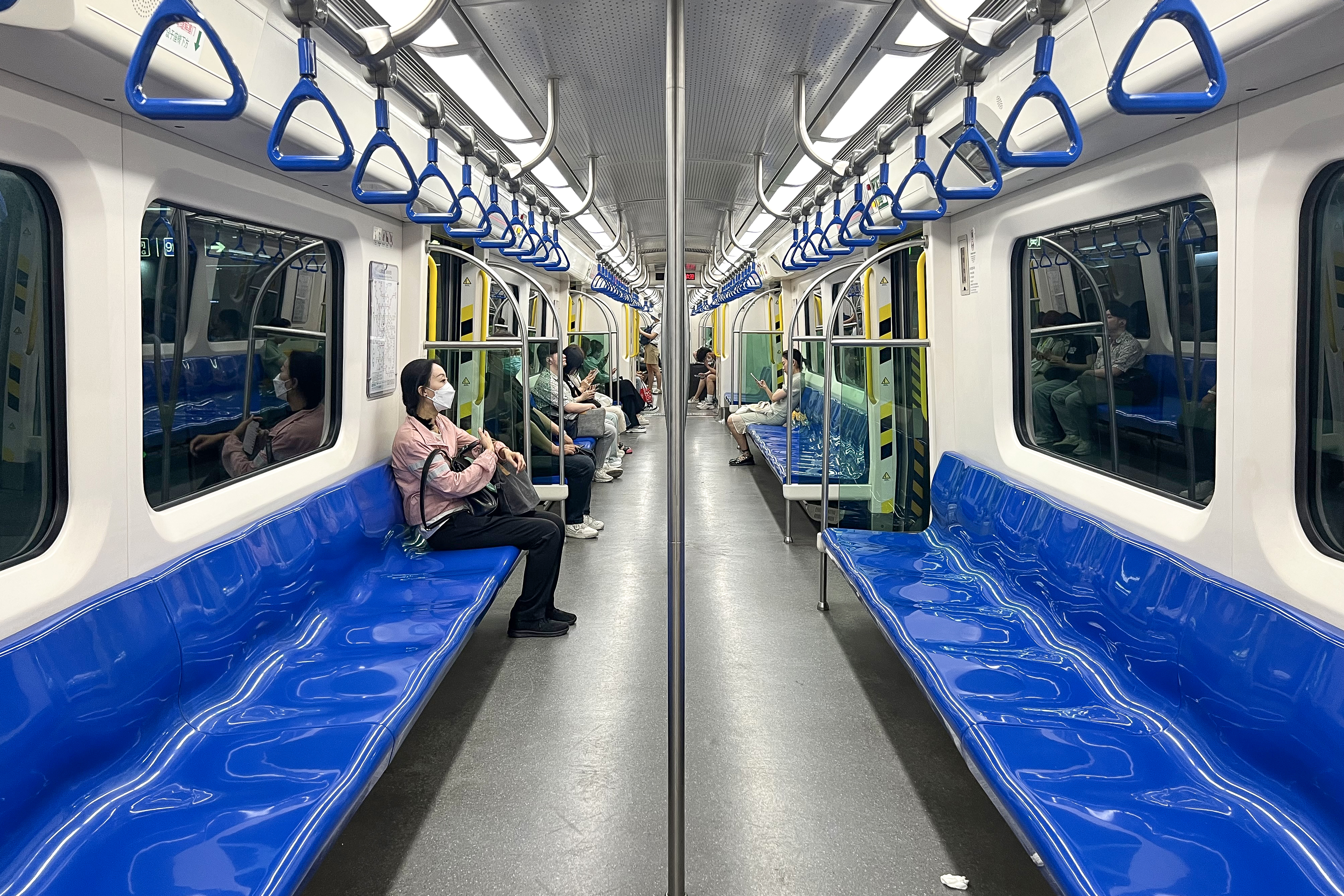
909号车厢内部

- 901-909、911-921、923-938号车屏幕上方LED灯珠电子线路牌更换为LCD电子线路牌。
- BMT-109～110 採用漢語拼音和中文的2合1报站，BMT-111～114 更換為附有英語和換乘站的报站。

- BMT-120 和 BMT-122 採用縱向对排坐的试验车，座椅材質為塑膠。
- BMT-122号列车于2015年8月12日滨海新区爆炸事件中受损严重，目前恢复运营并改车号为922号车。
- 9号线列車採用的空調機組品牌並非統一，分別有採用廣州中車軌道交通裝備股份有限公司（ZRAC）及石家莊王牌空調設備的車輛。

## 编组
|          |          | 9号线列车 |         |                  |                  |         |         |
| 車廂編號 | 車廂編號 | 1         | 2       | （预留扩编车厢） | （预留扩编车厢） | 3       | 4       |
| 车厢型号 | DKZ7     | DK39      | DK38    | DK41             | DK40             | DK38    | DK39    |
| 车厢型号 | DKZ19    | DK79      | DK78    | DK81             | DK80             | DK78    | DK79    |
| 集電弓   | 集電弓   | ＞        |         | 暂时不明         | 暂时不明         |         | ＜      |
| 形式區分 | 形式區分 | BMT1XX1   | BMT1XX2 | 暂时不明         | 暂时不明         | BMT1XX3 | BMT1XX4 |
| 形式區分 | 形式區分 | Mcp       | T       | T1               | M                | T       | Mcp     |
| 动力单元 | 动力单元 | 单元1     | 单元1   | 单元3            | 单元3            | 单元2   | 单元2   |
| 安裝機器 | 安裝機器 | VVVF      | SIV     | 暂时不明         | 暂时不明         | SIV     | VVVF    |
| 車輛重量 | 車輛重量 | 39.4 t    | 33.4t   | 暂时不明         | 暂时不明         | 33.4t   | 39.4 t  |
| 載客量   | 載客量   | 190 人    | 210人   | 暂时不明         | 暂时不明         | 210人   | 190 人  |

## 翻新及改造
2018年起，9号线列车陆续开始进行翻新改造，将车外饰带由红色改为蓝色，去除车头的滨海快速标识，并将自编号改为9开头，与线网图中的颜色以及编号保持一致。首列车于2018年8月完成改造，牵引逆变器和辅助逆变器更换为中车青岛四方车辆研究所制。